# Ludwig Friedrich von Bechtolsheim
Ludwig Friedrich friherre von Mauchenheim genannt von Bechtolsheim (8. marts 1736 i Gotha – 17. september 1813 i Glückstadt) var en dansk officer.

## Karriere
Han var søn af sachsen-gothaisk oberstløjtnant, overskænk og rejsemarskal Ludwig Friedrich friherre von Mauchenheim gen. von Becholsheim (1699-1744) og Augusta Christine von Leutsch (1707-1789). Han kom med sit 17. år i dansk tjeneste som sekondløjtnant ved Kongens Livregiment til Fods. Allerede fire år efter var han kaptajn og kompagnichef i Holstenske gevorbne Infanteriregiment. Fra hans kaptajnstid ved regimentet, hvor han blev major 1768, karakteriseres han som en mand med meget slebne manerer, ret forstandig og vittig, men tillige forfængelig og indbildsk, der af og til trænger til at tøjles. Han anvendtes i denne periode efter en udstrakt målestok som hververofficer, navnlig i de mellem- og sydtyske lande. 1774 udnævntes han til kammerherre og naturaliseredes 1777 som dansk adelsmand.
Trods disse gunstbevisninger og hans hurtige avancement synes han dog ikke at have følt sig påskønnet nok, thi sidstnævnte år ansøger han om «en convenable Civilbetjening» og et dertil passende tillæg, hvilken ansøgning dog afslås. 1781 blev han, overgået til Fynske Infanteriregiment, oberstløjtnant, 1789 oberst og i slutningen af dette år forsat til Dronningens Livregiment, hvis chef han blev året efter. 1798 avancerede han til generalmajor, 1810 til generalløjtnant. Med regimentschefsposten var forbunden stillingen som kommandant i Glückstadt, og da Nordtyskland og Holsten efter Napoleons tilbagetog fra Rusland blev en af de store krigsskuepladser, var den 77-årige olding kaldet til at spille en rolle, hvorfra dog døden befriede ham 18. september 1813, just da marskal Louis-Nicolas Davout havde indtaget sin berømte defensivstilling ved Nedreelben.
Bechtolsheim blev Hvid Ridder 1804 og Dannebrogsmand 1812, og 1798 var der tildelt ham den Pfalziske hvide Løveorden.
Gift 3. juli 1774 i Stedten ved Bischleben med sin søsterdatter, baronesse Augusta Wilhelmine von Keller (døbt 5. december 1753 i Gotha - 26. januar 1816 i Glückstadt), datter af sachsen-gothaisk og württembergsk gehejmeråd, friherre Christoph Dietrich von Keller (1699-1766) og baronesse Augusta Louise von Mauchenheim (1732-1781), og var søster til weimarsk statsminister grev Christoph Friedrich von Keller.
Han er begravet i Glückstadt. Der findes en tuschtegning i familieeje.